# Epirhyssa andamanensis
Epirhyssa andamanensis là một loài tò vò trong họ Ichneumonidae.